# Elektronischer Handel
Elektronischer Handel, auch Internethandel, Onlinehandel oder E-Commerce, bezeichnet Kaufvorgänge und Verkaufsvorgänge mittels Internet (oder anderer Formen von Datenfernübertragung). Frühe Ausprägungen des elektronischen Handels fanden sich in den Online-Portalen der 1980er Jahre, insbesondere in Form des Electronic Mall (elektronischen Einkaufszentrums) bei Compuserve.
Käufer und Verkäufer schließen online Kaufverträge; oft wird das Geschäft weitgehend automatisiert abgewickelt. Im weiteren Sinne umfasst der elektronische Handel jede Art von geschäftlicher Transaktion, bei der Internet-Anbieter – auch solche, die keine Handelsunternehmen sind – und Internet-Nachfrager als Transaktionspartner im Rahmen von Leistungsanbahnung, -vereinbarung oder -erbringung elektronische Kommunikationstechniken einsetzen.
Eine IBM-Werbekampagne Ende der 1990er Jahre popularisierte den Begriff des Electronic Business als „eBusiness“. Im engeren Sinne umfasst der elektronische Handel die über das Internet abgewickelten Geschäftsbeziehungen zwischen Internethändlern (also Handelsunternehmen, die das Internet ausschließlich oder (als Multi-Channel-Händler) zusätzlich zum stationären oder zum angestammten Versandgeschäft nutzen) und Internet-Nachfragern. Waren aus dem präsentierten Angebot können, analog zum Einkauf bei einem stationären Handelsbetrieb, ausgewählt und in einen 'Warenkorb' aufgenommen werden. Der Bestellvorgang wird abgeschlossen, indem die Bestellung online übermittelt und bestätigt wird. 

Teilbereiche des E-Business

Mit der zunehmenden Verbreitung des elektronischen Handels steigt auch die Gefahr für Verbraucher, beim Kauf bei mit betrügerischer Absicht veröffentlichten Angeboten bzw. Internetseiten (Fakeshops) die bereits bezahlte Ware nicht zu erhalten.

## Funktion im Marketing
Die Besonderheiten beim elektronischen Handel der Distribution im Marketing-Mix gegenüber den traditionellen Vertriebskanälen sind die enorme Flexibilität auf der Angebotsseite, die Wahl mehrerer Verkaufskanäle und eine erhebliche Reduzierung der Transaktionskosten mit Geschäftspartnern. Es werden beispielsweise auch Reise- oder Telefonkosten in der Kundenakquisition und Leistungspräsentation gesenkt. Die räumlichen Distanzen erfordern bei physischen Leistungen gleichwohl Logistikkapazitäten und -infrastruktur.
Der Begriff Onlineshop ist die eingedeutschte englische Bezeichnung für den Warenvertrieb durch die Webpräsenz eines Händlers. Weitere Bezeichnungen für die organisatorische Umsetzung sind Webshop und E-Shop (für Elektronik-Shop) bzw. selten verdeutscht E-Laden.
Aufgrund der mittlerweile extrem hohen Marktdurchdringung von Internetanschlüssen in Deutschland, gerade auch unter Privathaushalten, hat sich der E-Commerce hier im C2C- und B2C-Markt zunächst über Online-Auktionsplattformen durchgesetzt. Vor allem im B2C-Markt konzentrieren sich Online-Händler verstärkt auf die Nutzung verschiedener Preisvergleichs-Portale und Produktsuchmaschinen. Die starke Frequentierung dieser Plattformen bietet eine sehr günstige Alternative zum klassischen Suchmaschinenmarketing, um den Bekanntheitsgrad der präsenten Online-Händler zu steigern. Institutionelle Geschäftspartner im B2B-Markt wickeln Ausschreibungen und Geschäftsanbahnungen ebenfalls immer häufiger via Internet ab und einige Großunternehmen lassen bereits keine Lieferanten mehr zu, die das unterlassen.
Im industriellen Bereich kann der Anbieter so im direkten Kontakt mit dem Kunden technische Spezifikationen, Lieferwünsche und nicht selten auch eine geforderte Kooperation mit anderen Anbietern abfragen, in seine Datenbank oder CAD/CAM/CAQ-Systeme zur Planung übertragen und in kürzester Zeit maßgeschneiderte Angebote, ohne Außendienstbesuch oder aufwändige Rückfragen erstellen.
Das Absatzmedium gewinnt aufgrund der hohen Verfügbarkeit des Internets in Europa zunehmend an Bedeutung für den Konsumgüterverkauf und wird punktuell für Folgegeschäfte im Investitionsgüterverkauf angewendet.
Heute versteht man unter elektronischem Handel in der Regel alle Methoden der Abwicklung von Geschäften und administrativen Vorgängen über elektronische Kanäle, wobei das Internet oder zumindest die im Internet verwendeten Techniken und Protokolle eine wesentliche Rolle spielen und die Informationstechnik gemeinhin als Voraussetzung angesehen wird. Ein wichtiger Aspekt ist hier die Aufhebung von Medienbrüchen, wie sie in der konventionellen Geschäftsabwicklung typisch sind. Zudem sollen die Eingriffe von Menschen in den Geschäftsablauf auf das notwendige Minimum reduziert werden. Man spricht in dem Fall von Straight Through Processing, was eine weitgehende Integration der Geschäftsfunktionen erfordert.
Verknüpft man zu diesem Zweck Anwendungssysteme aus unterschiedlichen Funktionsbereichen oder über Unternehmensgrenzen hinweg, handelt es sich um ein klassisches Anwendungsfeld von Enterprise Application Integration (EAI). Enterprise-Content-Management (ECM) wird als eine der Basistechnologien für E-Business angesehen.

## Ökonomische Grundlagen

### Volkswirtschaftliche Betrachtung
Die besonderen Eigenschaften von E-Business wird in vollkommener Markttransparenz und der Abwesenheit von Präferenzen gesehen. Dies ist jedoch eine realitätsferne Betrachtung. Eine realitätsnähere Beschreibung des Wirtschaftslebens versucht die Neue Institutionenökonomik (NIÖ). Hinzu kommt die Möglichkeit des internationalen, grenzüberschreitenden Verkehrs, so dass die klassische Sicht auf die Volkswirtschaften einzelner Staaten oder Wirtschaftsräume (z. B. der Europäischen Union) die tatsächlichen Prozesse und Entwicklungen nicht erfassen kann.
Im Rahmen der Institutionenökonomik spielen die Transaktionskosten eine wichtige Rolle. Das Internet kann Kosten einer Transaktion in der Such- und Anbahnungsphase senken. Auch in der Abwicklungsphase bestehen Chancen zur Senkung der Transaktionskosten. Insgesamt sinken die Kosten für Markttransaktionen und die Koordination über Märkte wird vorteilhafter.
Hierdurch wurde die Neoklassik entscheidend ausdifferenziert, auch wenn jede wissenschaftliche Theorie notwendigerweise abstrahieren muss und Vereinfachungen enthält. Beim Elektronischen Handel muss zwischen der volkswirtschaftlichen und der betriebswirtschaftlichen Sicht unterschieden werden. Wenn die Effizienzgewinne (Volkswirtschaftslehre) vollständig den Konsumenten zugutekommen, kann es sein, dass die Unternehmen keine Wettbewerbsvorteile erlangen können (Betriebswirtschaftslehre). Wenn im Prinzip jeder diese Vorteile realisieren kann, werden unter dieser Bedingung die Kostenvorteile Wettbewerbsnachteile oder sind bestenfalls in einem extremen Preiswettbewerb von kurzer Dauer.
Als Beispiel für einen nachvollziehbaren und nachgefragten Mehrwert gegenüber der old economy dient vor allem die Internetwerbung. Sie ermöglicht mit noch größerer Genauigkeit die Messung eines konkreten Werbeerfolgs als sie etwa der traditionelle Versandhandel für seine Katalogwerbung kennt.
In der volkswirtschaftlichen Beurteilung des elektronischen Handels ist im Übrigen davon auszugehen, dass er Leistungen für die Marktwirtschaft erbringt, die mit denen des traditionellen (stationären und Distanz-)Handels vergleichbar sind. Teilweise gehen vom elektronischen Handel zusätzliche Wettbewerbsimpulse sowohl im Parallelprozess als auch im Austauschprozess aus. Auch bildet das Internet eine vorzügliche Plattform für Gruppenkonzepte und Netzwerkstrategien von Handelskooperationen und damit Chancen für Klein- und Mittelunternehmen (KMU) zur Steigerung ihrer Leistungsfähigkeit im Wettbewerb.

### Ökonomie der Aufmerksamkeit
Georg Franck geht in seinem Buch Ökonomie der Aufmerksamkeit davon aus, dass Aufmerksamkeit in der Gesellschaft einen zunehmend erhöhten Wert bekommt. Für Werbung muss heutzutage jeder Konzern enorme Mengen Ressourcen aufwenden, da Produkte über den Bekanntheitsgrad, Marke und Image verkauft werden.
Firmen im E-Business haben zwar einerseits kostengünstige Möglichkeiten mit dem Kunden in Kontakt zu treten, leiden aber andererseits daran, dass sie in der Informationsflut des WWW untergehen.
Einige Netzkunst-Projekte (million dollar homepage, the senseless 1234567$ club) oder besonders ausgefallene E-Business-Ideen arbeiten genau mit dieser Thematik.

### Betriebswirtschaftliche Betrachtung
Der Internethandel kann helfen, Kosten zu reduzieren, beispielsweise durch kürzere und kostensparende Bestellwege. Durch die Integration der Geschäftsfunktionen entlang der Wertschöpfungskette soll eine effizientere Geschäftsabwicklung erreicht werden. Die Grenzen zwischen den Handelsunternehmen, namentlich dem Großhandel und dem Einzelhandel, verschwinden gegenüber dem Endkunden mit der zunehmenden Möglichkeit des Direktvertriebs.
Die Vorteile für Industrieunternehmen wie auch für Handelsunternehmen können sein:
- Neue Kommunikationsmöglichkeiten mit Kunden
- Erschließung neuer Vertriebskanäle
- Gewinnung von Neukunden
- Umsatzerhöhung
- Effizienzsteigerung
- automatisierte Geschäftsprozesse unabhängig von der Arbeitszeit

Der elektronische Handel kann aber auch mit keineswegs kostenneutralen Nachteilen verbunden sein. Das sind vor allem:
- Zusätzliche Absatz- und/oder Beschaffungsrisiken
- Sinkender Kundennutzen (bei Verzicht auf persönlichen Service)
- Sinkende Kundenzufriedenheit (Reaktanz-Reaktionen auf Anlegen von Kundenprofilen)
- Erhöhte Risiken des Zahlungsverkehrs (Betrugsrisiko, wie zum Beispiel bei Fakeshops)
- Zusätzlicher Aufwand durch Pflege einer versandhandelstypischen Organisation (Lagerhaltung, Debitorenkontrolle etc.)

## Offene, geschlossene, vertikale und horizontale Marktplätze
Bei offenen Marktplätzen kann sich jeder Marktteilnehmer registrieren und teilnehmen. Beispiele für offene Online-Marktplätze sind Amazon, eBay und Rakuten. Bei geschlossenen Marktplätzen werden nur bestimmte, ausgewählte Teilnehmer eingeladen bzw. zugelassen. Ein Beispiel ist die Beschränkung auf den Großhandel oder einen bestimmten Wirtschaftszweig (auch Branche genannt). Ein horizontaler Marktplatz bildet hingegen einzelne Geschäftsprozesse ab. Er bezieht sich auf eine Stufe der Wertschöpfungskette, zum Beispiel mit dem Fokus Beschaffung: An einem horizontalen Beschaffungs-Marktplatz nehmen Unternehmen auf der Einkäuferseite teil. Sie können aus unterschiedlichen Branchen kommen und auf eine gemeinsame Gruppe von Lieferanten zugreifen. Im Gegensatz dazu bildet ein vertikaler Marktplatz verschiedene Geschäftsprozesse einer einzigen Branche oder Nutzergruppe ab.
Der Verkauf über Marktplätze kann für Online-Händler sinnvoll sein, um den Umsatz zu steigern und gegebenenfalls die Kunden zu erreichen, die bevorzugt über den jeweiligen Marktplatz einkaufen. Die Marge ist in der Regel geringer als bei anderen Vertriebswegen, dafür sind die Marketingkosten geringer.

## Elektronischer Handel nach Art der Teilnehmer
Der elektronische Handel lässt sich nach Art der Teilnehmer kategorisieren:
(dabei kann auch die Orientiertheit – bsp. C2A ungleich A2C – herausgehoben werden oder auf besondere Kategorien wie Arbeitnehmer B2E eingegangen werden)
- Consumer (Kunde, Verbraucher)
  - C2C: Consumer-to-Consumer, Verbraucher an Verbraucher
  - : Auktionshandel (bsp. eBay)
  - C2B: Consumer-to-Business, Verbraucher an Unternehmen
  - : bsp. entgeltliche oder sachwerte Teilnahme an Informationserhebungen zu Marketingzwecken
  - C2A: Consumer-to-Administration, Verbraucher an Regierung
- Business (Unternehmen, Unternehmer)
  - B2C: Business-to-Consumer, Unternehmen an Verbraucher
  - : Dienstleistungsangebote der Unternehmen an Verbraucher, Online-Versandhandel
  - B2B: Business-to-Business, Unternehmen an Unternehmen
  - : Handel zwischen Unternehmen und Lieferanten
  - B2A: Business-to-Administration, Unternehmen an öffentliche Verwaltung
  - : Steuererklärungen, Datenverarbeitung im öffentlichen Auftrag, elektronische Bewerbung um öffentliche Aufträge (bsp. www.vergabeplattform.berlin.de)
  - B2E: Business-to-Employee, Unternehmen an Mitarbeiter
  - : Leistungen und Informationen für Mitarbeiter (bsp. Online-Kauf von Waren und Dienstleistungen zu Vorzugskonditionen)
- Administration (Regierung und öffentliche Verwaltung)
  - A2C: Administration-to-Consumer, Regierung an Verbraucher
  - : abonnierte E-Mail-Newsletter von Ministerien und Dienststellen (bsp. Verbraucherschutzwarnung, Datenschutzhinweise)
  - A2B: Administration-to-Business, Regierung an Unternehmen
  - : Leistungsangebote öffentlicher Stellen an Unternehmen (bsp. Datenabruf, Katalogzugriff, Handelsregisterauskunft)
  - A2A: Administration-to-Administration, Regierung an Regierung
  - : Elektronischer Verkehr zwischen Behörden, Austausch von Informationen (bsp. Finanzdatenabgleich, Verkehrsregister)

Elektronisch gestützte Geschäftsprozesse in Kategorien zu unterteilen richtet sich natürlich nach den Bedürfnissen der menschlichen Entwicklung, so finden Kategorien wie Verbraucher an öffentliche Verwaltung (C2A) oder andere der oben aufgeführten Kombinationen (bsp. B2E) erst allmählich Verbreitung.
In älterer Literatur findet sich oft auch noch das Kürzel G für E-Government statt des umfassenderen Begriffs Administration.
Ebenso wird auch oft keine Orientierung (A2C ist nicht gleich C2A) unterschieden.
Ob die obengenannten Kategorien immer Handelsbeziehungen abbilden, unterliegt, zumindest in Bezug auf die Administration (A2A), berechtigten Zweifeln.
In Deutschland sind die Kategorien C, B, A, E eindeutig auf den rechtlichen Status zurückzuführen, d. h. die Einteilung in Arten findet nach der Stellung der Teilnehmer im Rechtssystem/-verkehr statt, da jeweils für den Verbraucher, den Unternehmer und die öffentliche Verwaltung unterschiedliche gesetzliche begründete Rechte und Pflichten in bestehen.

## Onlineshop
Ein Onlineshop ist eine spezielle Form des Handels, bei dem ein Händler oder Hersteller gewerbliche Waren oder Dienstleistungen zum Verkauf oder zur Miete anbietet. Die Kommunikation zwischen Anbieter und Interessenten erfolgt zum großen Teil über das Internet. Der Onlineshop übernimmt zum einen die Aufgabe der Produktpräsentation und zum anderen die Abwicklung des Bestell- und Kaufvorgangs bis hin zur Bezahlung. Über Shopping-Apps werden Onlineshops auch auf Smartphones oder Tablet-PCs zugänglich gemacht (Mobile Shopping).
Beim Bestellvorgang werden alle für den Versand der Ware und die Abwicklung der Bezahlung nötigen Informationen durch Eingabe des Kunden gesammelt.
Bei der Produktpräsentation setzen die Anbieter auf unterschiedliche Mittel: Neben Produktfotografie, Texten und technischen Daten kommen zunehmend dreidimensionale Produktabbildungen und Videos zum Einsatz. Auch der Einsatz von Kundenmeinungen wird zunehmend zum Standard. Bei variantenreichen Erzeugnissen, die nach individuellen Kundenwunsch in Massenfertigungen hergestellt werden, kann der Kunde über einen Konfigurator „sein“ nach unterschiedlichen Kriterien wie Farbe, Material, Ausstattung und Design selber zusammenstellen. So bieten alle Fahrzeughersteller im Internet entsprechende Fahrzeug-Konfiguratoren an. Die eigentliche Fahrzeugbestellung erfolgt hier dennoch meistens über den stationären Handel.
Eine weitere Form des Onlineshops ist das sogenannte Liveshopping, bei dem meist nur ein Produkt am Tag angeboten wird. Zudem gewinnt das Einkaufen über Social-Media-Plattformen wie Facebook immer mehr an Bedeutung (Social Commerce).

### Konkurrenz zum klassischen Einzelhandel
Besonders starke Branchen im Internethandel sind der Textil-, der Buch- und Musikversand. Im Zuge des Internetbooms gegen Ende des 20. Jahrhunderts gewannen Onlineshops immer mehr an Bedeutung. Internethändler haben den Vorteil, dass sie keinen physischen Verkaufsraum brauchen, dieser steht virtuell als Website zur Verfügung. Manche Onlinehändler verzichten deswegen auch auf eigene Lagerräume, Bestellungen werden direkt an den Produzenten oder Großhändler weitergeleitet, der sich um die Kommissionierung und den Versand der Ware kümmert (Drop Shipping). Unternehmen, die Ware kostenlos verschicken und zusätzlich eine schnelle Lieferung ermöglichen, sind so eine ernstzunehmende Konkurrenz zum stationären Einzelhandel geworden. Sogar Internetbuchhändler, die in Deutschland der Buchpreisbindung unterliegen und somit keine Rabattaktionen durchführen können, profitieren dadurch, dass sie dem Kunden bei gleichem Preis den Gang zum Buchladen ersparen. Hier spricht man vom klassischen Versandhandel.
In manchen Fällen dienen Läden zugleich als stationärer Laden und als Abhol- oder Rückgabestation für Ware, die der Kunde im Internet bestellt hat. Auf diese Weise wird der Service im Laden vor Ort mit dem Online-Handel verknüpft. Eine Studie aus der Zeit von Oktober 2015 bis Januar 2018 zeigte, dass der klassische Einzelhandel vor allem in den Städten mit dem Online-Handel konkurrieren kann.
Bei digitalen Produkten wie Musikdateien, Software oder Onlinebüchern kann der Kunde nach dem Kauf das Produkt direkt herunterladen. Der physische Versand entfällt in dem Fall und der Kunde kann seinen Einkauf sofort nutzen.
Wird eine Kaufentscheidung nach Beratung im Einzelhandel getroffen, der Kauf jedoch elektronisch getätigt, spricht man von „Beratungsklau“.

### Gebrauchstauglichkeit
Da im Internet kein persönlicher Verkauf stattfindet, muss die visuelle Kommunikation des Onlineshops vielfältige Anforderungen an den Dialog zwischen Anbieter und Kunde erfüllen. Große Anbieter beobachten Testkunden in speziellen Labors zur Prüfung der Gebrauchstauglichkeit (usability) bei ihren Online-(Test-)Einkäufen. Die Erkenntnisse über Augenbewegungen auf dem Bildschirm (Eye tracking-Verfahren), Schrift- und Bilderkennung sowie Verweildauer in einzelnen Bereichen der Website sollen dabei Aufschluss über mögliche Verbesserungen bei der Benutzerführung und Motivation des Kunden geben. Ebenso geben Befragungen der Testpersonen Aufschluss über notwendige Änderungen.

## Shop-Systeme
Ein Shopsystem ist die Softwaregrundlage von Onlineshops. Es ist meist datenbankbasiert und wird als Webanwendung angeboten. Derzeit gibt es zirka 200 Shopsoftwareanbieter allein in Deutschland. Dabei unterscheiden sich die Anbieter in der Ausrichtung ihres Angebotes in der Orientierung auf unterschiedliche Zielgruppen. Es gibt Software zum kleinen Preis für den Massenmarkt und Anbieter, die sich darauf spezialisiert haben, Software individuell gezielt den Anforderungen entsprechend zu erstellen bzw. optimieren.
Seit 1995 entwickelte sich eine große Bandbreite unterschiedlicher Shop-Systeme. Viele Shopsysteme können die Inhalte des Shops in mehreren Sprachen präsentieren. Bei der Übersetzung dieses Contents kommen Translation Memory Systeme (TMS) zum Einsatz.

### Evolution von Web-Shop-Software-Systemen
Im Folgenden werden die Entwicklung und Evolutionsstufen von Standard-Web-Shop-Software-Systemen aufgeführt:
Die ersten Shop-Systeme zwischen 1995 und 2000 versuchten das traditionelle Warenhaus nachzubilden und beschäftigten sich primär mit der reinen Präsentation von Produkten und der Kaufabwicklung. Diese werden als Storefront System bezeichnet. Bis 2001 wurden die Shop-Systeme um erste Verwaltungsfunktionalitäten ergänzt; wie der Verwaltung von Bestellungen (Ordermanagement Features). Bis 2006 stiegen die Anforderungen an die Verwaltungsfunktionalitäten des Shop-Systems. So wurden Funktionalitäten wie Produktdatenbanken, Content-Management (CMS), Kundenregistrierung und -verwaltung selbstverständlicher Bestandteil der Standard Shop-Systeme (Administration Features). Bis 2009 sind neben den reinen Anforderungen an die administrativen Prozesse aus Sicht des Shop-Betreibers die Anforderungen der Kunden stärker in den Vordergrund getreten. So haben sich Funktionalitäten rund um die Kundenkontoverwaltung sowie die Verwaltung persönlicher Wunschzettel und Hilfefunktionen weiter entwickelt. Dadurch sind auch die Anforderungen an Datenschutz und Sicherheit stark gestiegen (Customer Features / Security). Die aktuelle Entwicklung von Shop-Systemen seit 2010 bezieht den Kunden/Nutzer noch stärker ein, so drängen Funktionalitäten rund um das Thema Web 2.0 (z. B. Kundenbewertungen, persönliche Empfehlungen und Social Media) in den Standard.

### Shop-Architektur
Die meisten E-Shop-Systeme besitzen folgende grundlegende Softwarekomponenten:
- Shop-Datenbank mit Produktinformation
- Administrationsdatenbank
- Präsentationssystem
- Recommendation Engine
- Payment Gateway (Abwicklung des Bezahlvorgangs)
- Weitere Funktionalitäten (Werkzeuge)
- Webtracking-System

Zunehmend werden E-Shops mit Live Support Systemen ausgestattet, um Absprungraten zu verringern und die Beratung und den Verkauf zu unterstützen.
Neben der Zielgruppenorientierung einzelner Softwareanbieter unterscheiden sich Shopsysteme auch in der verwendeten Technik. Dabei wird unterschieden zwischen webserverbasierter Applikationen und solchen, die erst lokal statische Seiten erzeugen, welche dann auf den Web-Server geladen werden und mit Hilfe von JavaScript über den Browser die Warenkorbfunktion zur Verfügung stellen.
Eine zusätzliche Variante eines Online-Shops besteht in der Möglichkeit, den Betrieb zunächst einem Provider zu übertragen. Vergleichbar mit großen Einkaufszentren, in denen Läden von einzelnen Betreibern gemietet werden, die dann die bereits bestehende Infrastruktur nutzen, wird diese Art von Angebot als ‚Shopping-Mall-Konzept‘ bezeichnet. Jeder einzelne Shopbetreiber erhält sein Online-Shopsystem, das im Hintergrund an eine Softwarequelle gekoppelt ist. Das hat den großen Vorteil, den fortschreitende Anforderungen an die Softwarefunktionen durch dieses Source-Sharing-Prinzip zu begegnen.

### Bezahlsysteme
Dem einfachen Verkaufsabschluss wird aus individualpsychologischer Sicht beim Internetverkauf eine besondere Bedeutung beigemessen, weil der Kunde seinen Warenkorb ohne Angst vor Datenverlust und Spionage seiner Zahlungsdaten begleichen können soll. Die klassischen Zahlungsarten Vorkasse, Rechnung, Nachnahme und Kreditkarte machen in Deutschland weiterhin einen Großteil der Zahlungen aus. Häufig findet auch das bekannte Bankeinzugsverfahren Anwendung, da die Hemmschwelle zur Übermittlung der Kontoverbindung oft geringer ist, als die zur Anwahl einer Mehrwertnummer oder die Angabe der Kreditkartendaten. Proprietäre Micropaymentsysteme haben es dagegen schwer, sich zu etablieren. Ein weiteres Bezahlverfahren ist giropay. Der Zahlungspflichtige wird vom Online-Shop auf die Seite seines Kreditinstituts geleitet und tauscht die persönlichen Daten ausschließlich mit seiner Bank aus. Einen hohen Bekanntheitsgrad bei speziell für das Internet entwickelten Zahlungssystemen hat PayPal erreicht, ehemals eine Tochter von eBay.
Bezahlsysteme vereinen mehrere Bezahlverfahren und versuchen die Vielfalt der Zahlungsarten in einem Konto zusammenzufassen. Je nach Bonität des Kunden und Verifizierung der benötigten Bank- / Kontodaten werden die verschiedenen Zahlarten freigeschaltet.
Eine Möglichkeit, die Provision, von welcher die Preisvergleichsportale leben, für eine Wohltätigkeitsorganisation zu spenden, bietet die Internetplattform boost.

### Übersicht über die Bezahlverfahren im Internet
Die herkömmlichen Schritte in Geschäftsprozessen wie Rechnung, Nachnahme, Überweisung, Vorkasse und Ratenkauf werden meist angeboten.
Elektronische Bezahlverfahren sind:
- Kreditkarte, in Deutschland und Österreich sind dies hauptsächlich Mastercard, VISA und Amex
- Online-Überweisung (Online- und Mobile-Banking), wie giropay, paydirekt, Sofortüberweisung, iDEAL und eps-Überweisung
- Inkasso-/Billingsysteme: Fungieren als Mittler zwischen Anbieter und Kunde. Der Kunde erhält eine Kundennummer und ein Passwort
- Rechnungskauf: BillPay und RatePAY
- Elektronische Lastschrift: Der Händler erhält eine Einzugsermächtigung vom Kundenkonto mittels SEPA-Verfahren
- Prepaid-Verfahren: Dabei handelt es sich meist um eine Guthabenkarte, die man mit einem bestimmten Betrag auflädt. Andersherum funktioniert hingegen Paysafecash, wo der genaue Betrag erst nach Abschluss des Einkaufs beglichen wird.
- Mobile Payment: wie Apple Pay, Google Pay und Samsung Pay.
- Cyberwallet: wie PayPal, Skrill, Neteller und my paysafecard.
- Bitcoin: Bei diesem dezentralen System kann der Kunde ähnlich wie bei Bargeld Einheiten zum Tageskurs bei bestimmten Zahlungsdienstleistern erwerben und diese elektronisch übermitteln.

Die Mehrheit der Online-Händler bietet eine Kombination aus herkömmlichen und elektronischen Bezahlverfahren an, häufig stehen zwei bis vier der oben genannten Alternativen zur Verfügung. Laut der Studie eCommerce wird das Verfahren der Rechnung bei den befragten Kunden mit 78,6 % am meisten genutzt, gefolgt von Online-Überweisungen (60 %), Kreditkarte (59,5 %) und Nachnahme (57,2 %). Von Händlern dagegen werden Vorkasse (30,8 %), Kreditkarte (17,6 %) und Nachnahme (15,5 %) bevorzugt.

### Kriterien zur Beurteilung von Shopsystemen
Kundennutzen
Welchen Mehrwert können die Unternehmen durch den Shop ihrem Kunden liefern?
Kundenanalyse
Wie und in welchem Umfang lassen sich Erkenntnisse über die Kunden gewinnen?
Integrationsfähigkeit
Wie und in welchem Umfang werden bestehende betriebswirtschaftliche Systeme eingebunden?
Administrationsfähigkeit
Wie einfach und flexibel lässt sich das System gestalten und administrieren?
Zukunftssicherheit
Wie zukunftssicher sind die getätigten Investitionen, die weit über die Softwareanschaffung hinausgehen?
Rentabilität
Wie teuer ist die Lösung im Sinne von Total Cost of Ownership?
Viele haben schon schlechte Erfahrungen beim Online-Shopping gesammelt. So zum Beispiel, dass die gelieferte Ware nicht den Beschreibungen und Bildern entsprach, Ware nicht zurückgegeben oder umgetauscht werden konnte, gekaufte Artikel nicht ankamen, es Probleme bei der Kündigung von Online-Abonnements gab oder dass Konto- oder Kreditdaten missbraucht wurden. Zudem ergaben Studien, dass die wahrgenommene Sicherheit im Internetkauf mit der Häufigkeit der Nutzung zusammenhängt: Je öfter E-Commerce genutzt wird, desto sicherer wird es eingeschätzt. Es wird daher empfohlen, beim Handel im Internet auf Folgendes zu achten:
- Die vollständige Firmenadresse des Anbieters mit Kontaktmöglichkeit muss aufgrund der Impressumspflicht angegeben sein
- Ein Gütesiegel sollte vorhanden sein – drei Gütesiegel (Deutschland) haben sich etabliert: EHI, Trusted Shops, TÜV Saarland
- Verschlüsselte Verbindungen mit https bei der Kontodaten-Übermittlung sind am https:// in der Adresszeile und einem Schloss-Symbol im Browser ersichtlich.

### Onlineshop als Teil der IT-Landschaft
Der Onlineshop wird in der Regel in die IT-Landschaft des jeweiligen Unternehmens eingebunden. Schnittstellen zum Warenwirtschaftssystem, auch Enterprise-Resource-Planning-Software sind essentiell, um Kundendaten, Kundenbestellungen und Artikelinformationen abzugleichen und die Kundenbestellungen zügig zu versenden. Hier spielt besonders bei größeren Onlineshops mit hohem Bestellvolumen eine größtenteils automatisierte Prozesskette aus Belegerstellung, Kommissionierung, Zahlungsmanagement und Logistik eine Rolle. Auch Customer-Relationship-Management-Lösungen (CRM) kommen häufig zum Einsatz, da über diese ausgewertet werden kann, welche Kunden welche Bestellungen getätigt haben, um zielgerichtete Werbung oder Newsletter versenden zu können. Obendrein gibt es weitere Systeme, wie Produkt-Informationsmanagement-Systeme (PIM) für die Produktdatenaufbereitung und -normalisierung, Digitalassetmanangemnt-Systeme (DAM, auch MAM) um Bild-, Video- oder weitere Dokumentendaten zur Verfügung zu stellen oder auch Content-Management-Systeme (CMS) um Webseiteninhalte bereitzustellen. Letzteres wird immer weniger notwendig, da die Shop-Softwarehersteller häufig die Erstellung von Landingpages und weiteren Contentseiten ermöglichen.

## Rechtsfragen

### Deutsches Recht
In den §§ 312b ff. BGB finden sich besondere Bestimmungen über die  Fernabsatzverträge, zu denen auch der elektronische Handel gehört, weil der Verbraucher die Geschäfte außerhalb von Geschäftsräumen tätigt, indem er Fernkommunikationsmittel einsetzt. Fernkommunikationsmittel gemäß § 312c Abs. 2 BGB sind alle Kommunikationsmittel, die zur Anbahnung oder zum Abschluss eines Vertrags eingesetzt werden können, ohne dass die Vertragsparteien gleichzeitig körperlich anwesend sind, wie Briefe, Kataloge, Telefonanrufe, Telekopien, E-Mails, über den Mobilfunkdienst versendete Nachrichten (SMS) sowie Rundfunk und Telemedien. Im elektronischen Handel müssen Online-Händler auf ihren Webseiten gemäß § 312j Abs. 1 BGB spätestens bei Beginn des Bestellvorgangs klar und deutlich angeben, ob Lieferbeschränkungen bestehen und welche Zahlungsmittel akzeptiert werden. Der Unternehmer hat nach § 312j Abs. 3 BGB die Bestellsituation bei einem Vertrag so zu gestalten, dass der Verbraucher mit seiner Bestellung ausdrücklich bestätigt, dass er sich zu einer Zahlung verpflichtet. Erfolgt die Bestellung über eine Schaltfläche (englisch button), ist die Pflicht des Unternehmers nur erfüllt, wenn diese Schaltfläche gut lesbar mit nichts anderem als den Wörtern „zahlungspflichtig bestellen“ oder mit einer entsprechenden eindeutigen Formulierung beschriftet ist. Es besteht zudem die Verpflichtung des Online-Händlers, Verbrauchern im Bestellablauf unmittelbar, bevor diese ihre Bestellung abgeben, klar und verständlich und in hervorgehobener Weise die Informationen gemäß Art. 246 § 1 Abs. 1 Nr. 4 erster Halbsatz und Nummer 5, 7 und 8 EGBGB zur Verfügung zu stellen. Als Rechtsfolge bei diesen Verträgen steht dem Verbraucher ein Widerrufsrecht nach § 312g BGB zu.
Bei online geschlossenen Verträgen ist oft nicht klar ersichtlich, welches Recht anzuwenden ist. Bei einem elektronisch geschlossenen Kaufvertrag könnten zum Beispiel das Recht des Landes, in dem der Käufer seinen Sitz hat, das des Landes, in dem der Verkäufer seinen Sitz hat oder das des Landes, in dem sich der Server befindet, in Frage kommen. Das Recht des E-Business ist ein ogenanntes Querschnittsrecht. Es finden die Regularien des internationalen Privatrechts (IPR) (in Deutschland zum Beispiel geregelt im EGBGB) Anwendung.
Die technische Seite des E-Commerce wird im Telemediengesetz (TMG) geregelt. Für den Betreiber eines elektronischen Handelsplatzes ergeben sich aus den §§ 8 bis 10 TMG die Pflicht zur Prüfung (soweit zumutbar) zur Vorsorge gegen Rechtsverletzungen durch die Nutzer, und gegebenenfalls zur Sperrung oder Löschung von Inhalten. Das gilt auch dann, wenn (eventuell mobile) Software-Agenten teilnehmen.
Grundsätzlich müssen auch Produkte aus dem Online-Handel geltende Chemikalien- und Produktsicherheitsrechte einhalten, die Überwachung gestaltet sich jedoch schwierig.

### Österreichisches Recht
Rechtlich geregelt ist die Materie E-Commerce in Österreich vor allem durch das E-Commerce-Gesetz (ECG), das Fernabsatzgesetz, das Signaturgesetz, das Zugangskontrollgesetz sowie das E-Geld-Gesetz, wobei die vertrags- und schadenersatzrechtlichen Bestimmungen des ABGB und des UGB, soweit sie nicht durch diese Sonderbestimmungen modifiziert sind, auch hier gelten.

### Europäische Bestimmungen
Zur rechtlichen Vereinfachung des grenzüberschreitenden elektronischen Handels und zum Schutz der beteiligten Verbraucher wurden mit den europäischen Verbraucher-Richtlinien für Europa am 23. Juni 2011 (Richtlinie 2011/83/EU) die rechtliche Grundlagen und Mindeststandards erneuert. Davor galt die alte Richtlinie vom 17. Juli 2000 (Richtlinie 2000/31/EG). Im Zuge der Umsetzung der älteren Verbraucherrechte-Richtlinie vom 17. Juli 2000 wurden in jedem Mitgliedstaat zwei Arten von E-Commerce-Verbindungsstellen eingerichtet, um das Wachstum des elektronischen Marktplatzes zu fördern und rechtliche Schwierigkeiten auszuräumen. Eine Verbindungsstelle soll Ansprechpartner für die Regierungen der anderen Mitgliedstaaten sein, während die andere Verbindungsstelle damit beauftragt ist, Verbrauchern und Unternehmern Informationen zum Internetrecht bereitzustellen und Adressen von Beschwerde- und Schlichtungsstellen zu nennen.
Um die Transaktionen zu vereinfachen, herrscht innerhalb der EU bei vertraglichen Schuldverhältnissen grundsätzlich Rechtswahlfreiheit der Parteien, vgl. Artikel 3 Rom-I-VO (ehemals Artikel 3 EVÜ bzw. in Deutschland Artikel 27 ff. EGBGB). Eine Ausnahme davon stellen unter anderem Verbraucherverträge dar, für die festlegt ist, dass dem Verbraucher durch eine Rechtswahl nicht der Schutz zwingender Bestimmungen seines Aufenthaltsstaats entzogen werden darf, wenn dem Vertragsschluss zum Beispiel ein ausdrückliches Angebot oder eine Werbung im Aufenthalts- und Handlungsstaat des Verbrauchers vorausgeht, vgl. Artikel 6 Rom-I-VO (ehemals Artikel 5 EVÜ bzw. Artikel 29 EGBGB).
Mit den neuen Richtlinien vom 23. Juni 2011 wurde den Verbrauchern und den Händlern eine „Vollharmonisierung“ zugesagt, da sich bisher beim Online-Shopping die EU-Länder noch deutlich unterscheiden. Denn bisher galt es als sehr kompliziert, das Recht des Käuferlandes mit einzubeziehen, da der Händler sich erst in der EU mit 27 unterschiedlichen Rechtsprechungen auseinandersetzen müsste, die obendrein zum größten Teil in fremden Sprachen verfasst sind. Der europäische E-Commerce wird vereinheitlicht, sodass die Rechtsprechungen der einzelnen Länder nicht mehr unterschiedlich sind oder gar Händler bestimmter Nationen übervorteilt werden.
Nachdem ein Teil der europäischen Richtlinie in Deutschland bereits 2012 umgesetzt wurde (Button-Lösung), gelten die neuen Rechte und Pflichten verbindlich seit dem 13. Juni 2014. Nicht nur für Online-Händler bedeutet dies einige Umstellungen, etwa in Bezug auf das Widerrufsrecht. Auch Verbraucher müssen nun bei Online-Shops einige neue Richtlinien wie die Kostenübernahme bei Rücksendungen beachten.

### Außereuropäische Bestimmungen
Viele Artikel werden nur in bestimmten Ländern angeboten. Ein weiterer Aspekt ist das Ausnutzen von Wechselkursvorteilen, zum Beispiel ist es durch die Dollarabwertung möglich, beim USA Shopping von der Dollarabwertung zu profitieren. Mit Hilfe spezieller Suchmaschinen kann der potentielle Kunde nun die gesuchten Produkte aufspüren und sogar die Angebote der Händler in den verschiedenen Ländern vergleichen. Teilweise fallen nicht nur die Preise einzelner Produktgruppen unterschiedlich aus, sondern auch die Mehrwertsteuersätze, so dass sich trotz der erhöhten Portokosten eine Bestellung im Ausland als lohnend erweisen kann. Innerhalb der EU wird der Käufer nicht mit Zöllen belastet, so dass die reellen Kosten transparent bleiben.
Der grenzüberschreitende elektronische Handel wird durch bestimmte rechtliche Unsicherheiten etwas gebremst, aber es besteht ein Entwicklungspotenzial. Ein einheitliches europäisches Recht, das die Interessen des Verbrauchers berücksichtigt, wird langfristig für Wachstum sorgen.

## Allgemeine Entwicklung in Deutschland
Parallel zur wachsenden Verbreitung des Internets hat auch der elektronische Handel einen deutlichen Aufschwung erfahren. Im Jahr 2001 kauften laut Allensbacher Computer- und Technik-Analyse hochgerechnet rund 13 Millionen Deutsche Produkte oder Dienstleistungen über das Internet. 2010 lag die Zahl der Online-Käufer nach Angaben der Gesellschaft für Konsumforschung (GfK) bei 34,1 Millionen. Für 2011 prognostiziert die GfK 38,1 Millionen Online-Käufer. Gleichzeitig sind auch die Umsätze im E-Commerce in den letzten zehn Jahren deutlich angewachsen. Nach Zahlen des Handelsverbands Deutschland (HDE) belief sich der E-Commerce-Umsatz im Jahr 2000 auf 2,5 Milliarden Euro. 2010 erwirtschaftete der Handel im Internet bereits 23,7 Milliarden Euro und 2012 29,5 Milliarden Euro. Für 2018 liegen die Umsatzprognosen bei 53,6 Milliarden Euro; das Onlinegeschäft macht damit knapp ein Zehntel des gesamten Handels in Deutschland aus.
Je nach Wirtschaftszweig entwickelt sich der Online-Handel sehr unterschiedlich. Das ist einerseits auf die Produkte, andererseits aber auch auf das Marktgeschehen und die Logistik zurückzuführen. So ist die Logistik für den Online-Lebensmittelhandel bezogen auf den Endkunden sehr aufwändig. Nach einer Untersuchung des Konzerns REWE legt dabei jeder Mitarbeiter bis zu 15 Kilometer pro Schicht zurück. Eine Rationalisierung ist hier nur in großen Verteilzentren möglich, von denen eines der ersten in der Nähe von Köln am 22. September 2018 eröffnet wurde.
In der Zeit von Oktober 2015 bis Januar 2018 wurde in einer Studie untersucht, wie sich der Online-Handel auf die Verkehrs- und Stadtentwicklung auswirkt. Obwohl der Marktanteil im Versandhandel in den Jahren 2005–2015 deutlich gestiegen ist, bestehen nach wie vor Zweifel am vielfach als offensichtlich angesehenen Zusammenhang mit der bisher beobachteten Verkehrszunahme. Diese Zweifel ergeben sich vor allem aus der Tatsache, dass es zahlreiche andere Einflussfaktoren im Verkehrsgeschehen gibt. Prognostiziert wird jedoch „eine starke Nachfrage nach Lager- und Logistikflächen“ und eine Zunahme der Kohlenstoffdioxidemissionen. Die Studie wurde im Rahmen eines Forschungsprogramms des Bundesministeriums für Umwelt, Naturschutz, Bau und Reaktorsicherheit erstellt. Aktuell wird eine Belastung vor allem durch die zahlreichen Retouren gesehen.
Einen kräftigen Wachstumsschub hat dem Online-Handel die Corona-Krise beschert. Laut der Studie des Bundesverbandes E-Commerce und Versandhandel Deutschland schlagen die E-Commerce-Umsätze von April bis Juni 2020 im Vergleich zum Vorjahr um 16,5 Prozent auf über 20 Milliarden Euro. Die Nachfrage nach Gütern des täglichen Bedarfs stieg dabei um 51,2 Prozent und der Online-Handel mit Lebensmitteln sogar um fast 90 Prozent.

## Das Online-Kaufverhalten
Die folgenden Daten beziehen sich auf die Ergebnisse zweier Studien, der Studie Sicherheit im Online-Handel 2006 von eBay/TNS sowie der eCommerce 2004 im Auftrag der Postbank und des Europressedienstes. Grundsätzlich ergaben diese Studien, dass Männer im Internet häufiger einkaufen als Frauen. Hinzu kommt, dass bekannte Online-Shops bevorzugt werden und die Nutzung von Preisvergleichsportalen wie pricerunner.de, idealo.de oder guenstiger.de mit zunehmender Interneterfahrung steigt. Wichtig sind neben der schnellen Lieferung der Waren vor allem die Möglichkeit, rund um die Uhr einzukaufen sowie bessere Preis- und Warenvergleichsmöglichkeiten. Die Studie zeigt deutliche Unterschiede, was das Einkaufsverhalten zwischen männlichen und weiblichen Kunden betrifft. Frauen verbringen demnach weniger Zeit im Internet, liegen aber beim Online-Kauf dennoch vorne. Männer kaufen dagegen häufiger bei Auktionen und ausländischen Online-Shops.
Die größte Lust am virtuellen Einkaufsbummel haben einkommensstarke Frauen mit einem Einkommen von mehr als 3.000 Euro netto. Während für Männer günstige Preise wichtig sind, legen Frauen größeren Wert auf Qualität der Ware und Kundenservice. Eindeutig vorn liegen Männer beim Online-Banking, Online-Brokerage und der sonstigen Abwicklung von Aktiengeschäften im Internet. Bei der Untersuchung wurden 264 Online-Händler und 1.020 Privatpersonen befragt.
Gemäß einer Studie des Branchenverbandes Bitkom haben sieben von zehn Online-Einkäufern (72 %) auch schon einmal bei einem Händler außerhalb Deutschlands etwas gekauft oder gebucht. Online-Shops im europäischen Ausland liegen mit 74 % in der Kundengunst ganz oben, danach folgen asiatische (49 %) und nordamerikanische Shops (40 %). Allerdings hat auch ein Viertel (25 Prozent) der Online-Shopper noch nie etwas in ausländischen Shops gekauft. Für die repräsentative Studie wurden 1.166 Internetnutzer ab 14 Jahren im Dezember 2016 befragt.

### Käufer
Insgesamt gaben 67 Prozent der Befragten an, schon einmal online gehandelt oder eingekauft zu haben, während 33 % niemals kommerziell im Internet tätig waren.
Die Nutzer des E-Commerce werden in drei Kategorien eingeteilt:
- Heavy User kaufen mindestens ein Mal in der Woche online ein,
- medium user mindestens ein Mal in drei Monaten und
- low user durchschnittlich alle sechs Monate oder seltener.

Unter den physischen Gütern werden Bücher am häufigsten gekauft (75,1 %), gefolgt von Reisen (59,4 %), Tickets (57,6 %), CDs und DVDs (53,8 %) und elektronischen Artikeln (51,1 %).
Im Bereich der digitalen Güter ist der Download von Software besonders beliebt (48,4 %), gefolgt von Fachartikeln (43,4 %) und Musikdownloads (32,9 %).
Auf der Funkausstellung 2007 veröffentlicht das Statistische Bundesamt folgendes:
53 % der Internetkunden bestellen Bücher (das als Beispiel) … 52 % der privaten Internetnutzer kaufen online ein.
Die häufigsten Antworten auf die Frage, welche Artikel die Befragten nie im Internet kaufen würden, waren:
- Kraftfahrzeuge
- Lebensmittel
- Kleidung/Schuhe/Accessoires
- Möbel
- Unterhaltungselektronik

Begründungen dafür sind fehlende sofortige Qualitätskontrolle, geringe Beratungsmöglichkeit und ein zu hoher Preis für den Online-Kauf.
Bei der Frage, wie viel Geld User beim Kauf eines Artikels höchstens ausgeben würden, ergibt sich eine Zunahme der durchschnittlichen maximalen Ausgaben in Abhängigkeit von der Häufigkeit der E-Commerce-Nutzung. Low-user würden im Durchschnitt maximal 393 € ausgeben, medium-user wären zu Ausgaben von höchstens 616 € bereit, während die heavy-user hingegen 779 € beim Online-Shopping ausgeben würden. Als Gründe, warum Befragte nicht mehr ausgeben, wurden hauptsächlich Sicherheitsrisiken bei der Bezahlung oder der Übertragung von Daten genannt.

### Händler
Innerhalb der Studien Sicherheit im Online-Handel 2006 und eCommerce 2004 wurden insgesamt 1.000 B2C-Unternehmen befragt, die 2003 einen Gesamtumsatz von 11 Mrd. Euro meldeten. 51,1 % erwarten in den nächsten Jahren einen Anstieg im elektronischen Handel, folglich beabsichtigen 72,7 % einen Ausbau ihres Online-Angebots. Im Jahre 2008 stieg der Umsatz auf zirka 19,3 Mrd. Euro.
In der groß angelegten Studie Internet im Handel 2006 des ECC Handels wurden 2390 vorrangig mittelständische Unternehmen zur Bedeutung des Internets sowohl für Beschaffung als auch für den Vertrieb in Deutschland befragt. So gaben 2006 62,7 % der befragten Unternehmen an, Waren im Internet zu beschaffen. In der Vorauswertung zur Studie Internet im Handel 2008 stieg die Anzahl weiter, so dass mittlerweile bis zu 94,2 % der Unternehmen Waren im Internet beschaffen. Die befragten Händler der Studie 2006 des ECC Handels gaben an, dass immerhin 29,5 % des Umsatzes im Online-Geschäft gemacht wurden. Der Anteil des Umsatzes der Firmen mit Endkundenausrichtung (B2C) ist dabei jedoch mit 31,7 % etwas höher. Nach dem eigenen Online-Shop mit 59,3 % des Umsatzes ist eBay mit 21 % der umsatzstärkste Vertriebskanal für die Händler im Internet. 2017 beherrschte Amazon fast die Hälfte des deutschen Onlinehandels. Laut einer Studie des Handelsverbands Deutschland entfielen im Jahr 2017 etwa 46 Prozent des bundesweiten E-Commerce-Umsatzes auf die deutsche Tochter des US-Konzerns. Die Umsatzzuwächse stammten vor allem aus dem Bereich Amazon Marketplace, dem virtuellen Marktplatz des Unternehmens, der auch anderen Anbietern offensteht. Dort stieg der Umsatz im Vergleich zu 2016 um 2,1 Milliarden Euro; zwölf Prozent der gesamten Onlineumsätze stammen von ursprünglich rein stationären Händlern.

## Technische E-Business-Standards
ebXML
XML für elektronische Geschäftsprozesse
XBRL
XML für das Rechnungswesen
BMEcat
XML für den Austausch von Katalogdaten/Preisinformationen…
OpenTRANS
XML für den Austausch von Auftragsdaten…
ETIM
Warengruppensystem der Elektroindustrie
ECl@ss
Warengruppensystem des Maschinenbaus
UNSPSC
Branchenübergreifendes Warengruppensystem der United Nations

## Klima-Bilanz
Im Jahr 2015 veröffentlichte das Deutsche Cleantech-Institut die bislang umfangreichste Studie zum Vergleich der CO2-Emissionen zwischen stationärem Handel und Onlinehandel, welche auch vom Öko-Institut geprüft wurde. Im Ergebnis zeigte sich, dass bei den Produkten des Online-Paketversands, trotz hoher Retouren der Verbraucher, die CO2-Emissionen unter denen des stationären Einzelhandels lägen. Die Lieferung nach Hause sei durch eine Verdichtung der Sendungen klimafreundlicher durchzuführen als die individuelle Fahrt mit dem eigenen Pkw in die Stadt. Für eine weitere Verbesserung der CO2-Bilanz empfehlen die Autoren der Studie u. a. die Nutzung von zu Fuß oder ÖPNV erreichbaren Packstationen, weniger Retouren und verbesserte Lieferketten bei den Händlern.
Im Jahr 2020 veröffentlichte das Umweltbundesamt eine Untersuchung, die ebenfalls zu dem Ergebnis kam, dass der Online-Handel gegenüber dem stationären Handel bezüglich der CO2-Emissionen vorteilhafter ist. Wesentlich für die CO2-Bilanz seien allerdings die Produktherstellung und die Produktnutzung. Ob ein Produkt online oder stationär erworben wurde, sei hingegen untergeordnet.
Es trifft zu, dass Rücksendungen von Online-Käufen zu Umweltverschmutzung führen können, wenn sie nicht ordnungsgemäß behandelt werden. Der Wiederverkauf zurückgegebener Produkte kann für Unternehmen aufgrund zusätzlicher Lager-, Verpackungs- und Versandkosten teurer sein als die Entsorgung. Außerdem können zurückgegebene Produkte, wenn sie nicht ausreichend nachgefragt werden, auf Mülldeponien landen und damit das Müllaufkommen vergrößern. Einige Unternehmen setzen auf nachhaltige Praktiken im Umgang mit Rücksendungen, z. B. Recycling, Spenden an gemeinnützige Organisationen oder Wiederverwendung von Produkten. Die Verbraucher können sich dafür entscheiden, langlebige Qualitätsprodukte zu kaufen, um die Notwendigkeit von Rücksendungen zu verringern und zu einer nachhaltigeren Nutzung beizutragen.

## E-Commerce-Dörfer
Mit dem Aufkommen des elektronischen Handels in China bildete sich ein Trend zur Entwicklung sogenannter E-Commerce-Dörfer (auch: Taobao-Dörfer, nach Chinesisch: Taobao cun, 淘宝村) heraus. Bei den nach der gleichnamigen E-Commerce-Plattform Taobao benannten Dörfern handelt es sich um Siedlungen mit auf einzelne Warensegmente spezialisiertem Handwerk, dessen Betriebe ihre Waren einzeln oder zentral organisiert online vertreiben.
Demnach habe die Fokussierung auf lokale Traditionen und ökonomische Nischen in E-Commerce-Dörfern zu einer signifikanten Steigerung des ländlichen Durchschnittseinkommens geführt, die zum Teil durch die politische Administration Chinas gezielt gefördert wird. Dabei sind auch die Herausbildung neuer ländlicher Eliten und die ambivalenten Effekte auf die Rolle der Frauen soziologischer Forschungsgegenstand.
Der Ansatz regionaler Spezialisierung lässt sich auch in Staaten wie Japan (seit 1979), Thailand (seit 2013) und Vietnam (seit 2018) nachvollziehen.